# Naives-en-Blois
Naives-en-Blois és un municipi francès situat al departament del Mosa i a la regió del Gran Est. L'any 2007 tenia 160 habitants.

## Demografia

### Població
El 2007 la població de fet de Naives-en-Blois era de 160 persones. Hi havia 55 famílies, de les quals 8 eren unipersonals (4 homes vivint sols i 4 dones vivint soles), 17 parelles sense fills i 30 parelles amb fills.
La població ha evolucionat segons el següent gràfic:
Habitants censats

### Habitatges
El 2007 hi havia 59 habitatges, 54 eren l'habitatge principal de la família i 5 eren segones residències. 58 eren cases i 1 era un apartament. Dels 54 habitatges principals, 42 estaven ocupats pels seus propietaris i 12 estaven llogats i ocupats pels llogaters; 5 tenien tres cambres, 11 en tenien quatre i 38 en tenien cinc o més. 50 habitatges disposaven pel capbaix d'una plaça de pàrquing. A 31 habitatges hi havia un automòbil i a 22 n'hi havia dos o més.

### Piràmide de població
La piràmide de població per edats i sexe el 2009 era:
| Homes | Edats   | Dones |
| ----- | ------- | ----- |
| 0     | 95 o +  | 0     |
| 4     | 90 a 94 | 0     |
| 0     | 85 a 89 | 0     |
| 0     | 80 a 84 | 0     |
| 0     | 75 a 79 | 8     |
| 4     | 70 a 74 | 4     |
| 0     | 65 a 69 | 4     |
| 8     | 60 a 64 | 0     |
| 0     | 55 a 59 | 4     |
| 0     | 50 a 54 | 4     |
| 0     | 45 a 49 | 0     |
| 12    | 40 a 44 | 4     |
| 12    | 35 a 39 | 8     |
| 0     | 30 a 34 | 4     |
| 0     | 25 a 29 | 0     |
| 0     | 20 a 24 | 4     |
| 8     | 15 a 19 | 0     |
| 4     | 10 a 14 | 12    |
| 0     | 5 a 9   | 4     |
| 4     | 0 a 4   | 0     |

## Economia
El 2007 la població en edat de treballar era de 86 persones, 73 eren actives i 13 eren inactives. De les 73 persones actives 71 estaven ocupades (41 homes i 30 dones) i 2 estaven aturades (2 dones i 2 dones). De les 13 persones inactives 3 estaven jubilades, 2 estaven estudiant i 8 estaven classificades com a «altres inactius».

### Ingressos
El 2009 a Naives-en-Blois hi havia 56 unitats fiscals que integraven 172 persones, la mediana anual d'ingressos fiscals per persona era de 15.471 €.

### Activitats econòmiques
Dels 3 establiments que hi havia el 2007, 2 eren d'empreses de construcció i 1 d'una empresa de serveis.
Dels 2 establiments de servei als particulars que hi havia el 2009, 1 era un paleta i 1 electricista.
L'any 2000 a Naives-en-Blois hi havia 11 explotacions agrícoles que ocupaven un total de 1.337 hectàrees.

## Equipaments sanitaris i escolars
El 2009 hi havia una escola elemental.

## Poblacions més properes
El següent diagrama mostra les poblacions més properes.